# بيربها الدين (أيل غورك)
بيربها الدين (بالفارسية: پیربهاالدین) هي قرية تقع في إيران في قسم أيل غورك الريفي. يقدر عدد سكانها بـ 103 نسمة بحسب إحصاء 2016.